# Río Tiznados
El Río Tiznados, también conocido como Rio Verde, es un río de los Llanos Centrales de Venezuela, y es parte de la cuenca del río Portuguesa, uno de los principales ríos de la región. Este sistema fluvial es fundamental para el drenaje de la región y la irrigación de las tierras agrícolas cercanas. Tiene una longitud de 237 km.

## Geografía
Nace en la Boca de La Platilla, cerca de la población de San Francisco de Tiznados. Fluye a lo largo de 237 km hasta desaguar en el Río Portuguesa, donde se ubican un grupo de poblaciones como Guardatinajas, Santa María de Tiznados, San José de Tiznados, Corozal y Monte Oscuro. 
En su recorrido por las tierras pertenecientes a la región de Los Llanos forma meandros y derramaderos, uno de los cuales da origen a los esteros de Camaguán. 
En la extensa área que cubre la cuenca, las aguas del río son utilizadas con diferentes fines, entre los que sobresale el riego para los cultivos de arroz, maíz, sésamo, bananos, y tabaco.